# 히피메일

히피메일의 개념도

히피메일(영어: Hefemale 히피메일[*])이란 호르몬 투약 등으로 피부나 체모가 남성적으로 변하고, 수술로 납작한 유방을 만드는 등 남성의 2차 성징을 갖추었으나 여성의 생식기를 가지고 있는 사람을 가리키는 말이다. 많은 트랜스젠더들은 "히피메일"이라는 말이 트랜스젠더 개인의 성정체성과 성표현을 무시하고 조롱한다고 주장하며, 이 말 자체가 모욕적이라고 생각한다. 이런 시각에 따르면 "히피메일"이라는 말은 그 사람의 생물학적 성을 강조하고 사회적 성을 무시하는 것이다. 따라서 트랜스남성을 히피메일로 부르는 것은 기피되고 있다.
성기 수술을 받지 않은 트랜스남성 포르노 배우로 벅 에인절이 있다.

## 같이 보기
- 쉬메일